# George Berkeley

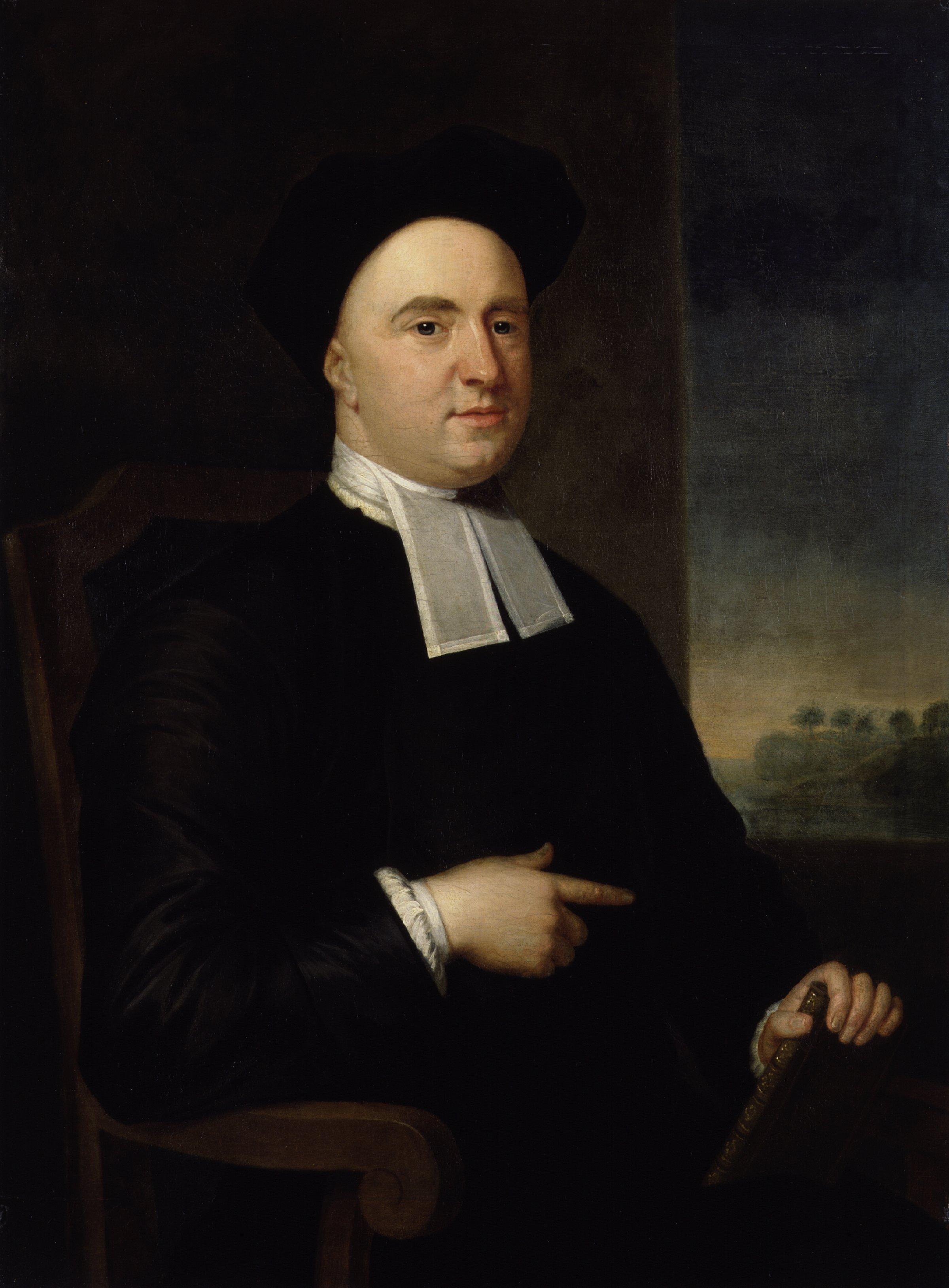
George Berkeley als Bischof

George Berkeley [ˈbɑrkli] (* 12. März 1685 in der Grafschaft Kilkenny (Irland); † 14. Januar 1753 in Oxford) war ein anglikanischer Theologe, Sensualist und Philosoph aus der Zeit der Aufklärung. Er entstammte einer royalistisch-protestantischen Familie der anglo-irischen Oberschicht.
Berkeleys Denken kann als das Bindeglied zwischen dem von Locke und Hume angesehen werden. Er leistete seine Beiträge aus der Sicht seines Wahrnehmens. Er folgerte daraus vor allem philosophische Ergebnisse über die Möglichkeiten, die Welt zu erkennen. Sie widersprachen den metaphysischen Theorien seiner Zeit. Seine Ergebnisse können als skeptische Antworten gelten. In der Folge seiner skeptischen bzw. zetetischen Annahmen vertrat er eine nominalistische Philosophie. Viele Philosophen bezeichneten Berkeley als Immaterialist. Dabei legen sie eine Interpretation zugrunde, die unter „bewusstseinsimmanentem Empirismus“ als Kategorie in gängigen Philosophiegeschichten zu finden ist. Es ist fraglich, ob damit Berkeleys philosophische Annahme „Sein heißt wahrgenommen werden“ (to be is to be perceived oder esse est percipi) zutreffend nachzuvollziehen ist.

## Biografie

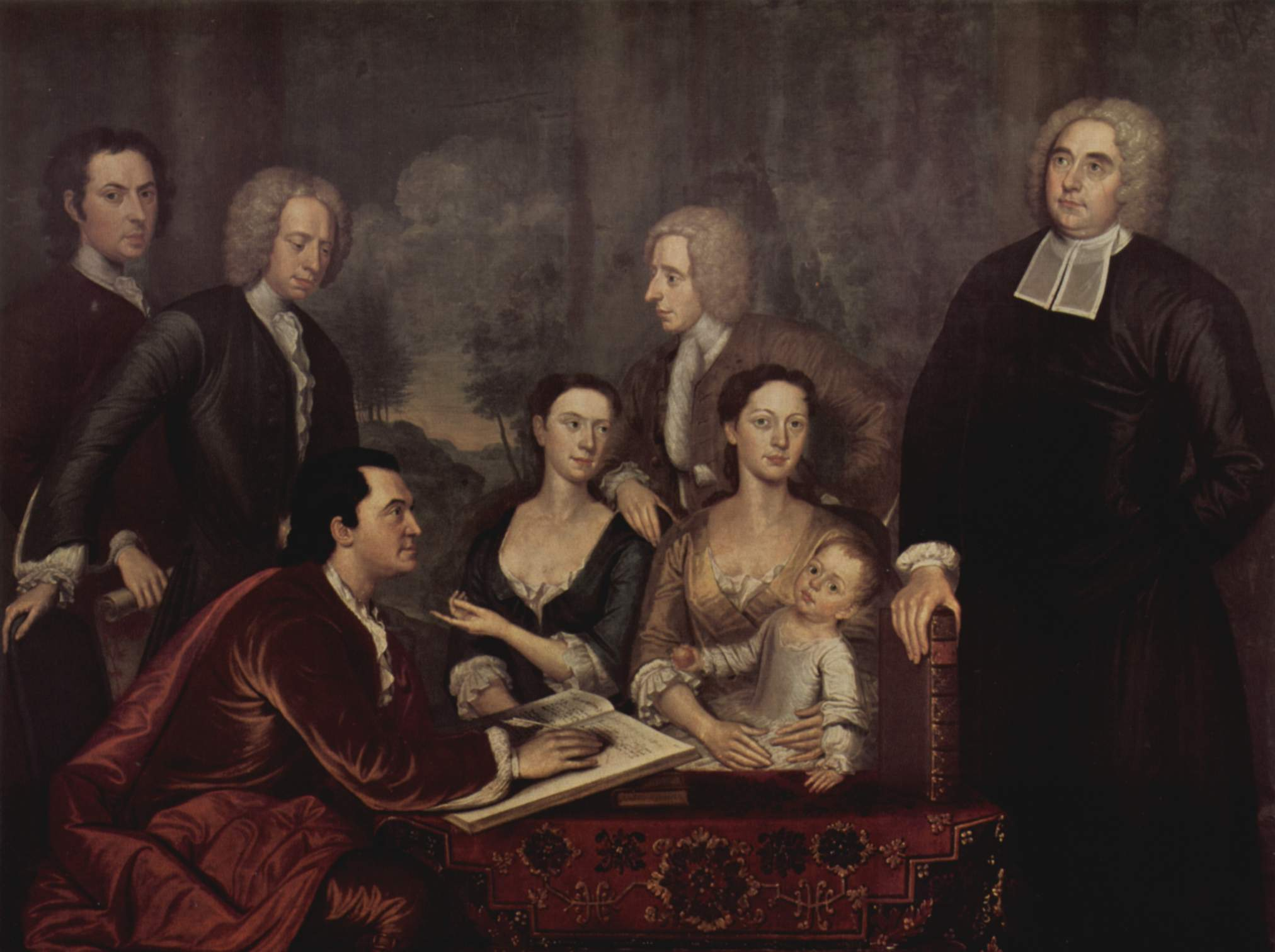
George Berkeleys Familie, Ölgemälde von John Smibert

George Berkeley studierte seit 1700 am Trinity College in Dublin, und zwar Alte Sprachen, Philosophie, Mathematik und Theologie. Von 1707 bis 1713 lehrte er als Fellow am Trinity College. 1710 empfing er die zur damaligen Zeit in Irland für einen Fellow verpflichtende Priesterweihe. Die Kombination von Forschen und Religion schien Berkeleys Neigungen zu entsprechen. Sein Glaube an die Wirksamkeit Gottes veranlasste ihn, seine Schriften als gegen Skeptiker, Freidenker und Atheisten gerichtet anzusehen. Zu seinen Hauptwerken gehören der Treatise Concerning the Principles of Human Knowledge (1710) und die Three Dialogues between Hylas and Philonous (1713). Er war befreundet mit Persönlichkeiten wie Joseph Addison, Alexander Pope, Richard Steele und Jonathan Swift.
1713 ging er für zehn Monate nach London, anschließend reiste er über Frankreich nach Italien. Dort beobachtete er 1717 den Ausbruch des Vesuv. 1720 kehrte er nach Irland zurück und lehrte Hebräisch und Theologie am Trinity College. 1724 wurde er zum Dekan der St.-Columban-Kathedrale in Derry ernannt.
Bekannt ist Berkeley auch durch seinen Plan, auf den Bermudas eine Missionsschule zu errichten, die auch durch das Beispiel eines einfachen und natürlichen Lebens auf Europa zurückwirken sollte. Von 1728 bis 1731 bemühte er sich um die Verwirklichung dieses Vorhabens: Er reiste – nach seiner Heirat im Jahr 1728 – nach Rhode Island, wartete aber vergeblich auf die versprochene staatliche Unterstützung. Dort schrieb er Alciphron (1732), eine Verteidigung des Christentums gegen die Freidenker. Berkeley besaß ein Gut auf Rhode Island, auf dem von 1730 bis 1731 auch Sklaven arbeiten mussten.
Nach seiner Rückkehr wurde Berkeley 1734 Bischof von Cloyne (bei Cork in Irland). Im selben Jahr veröffentlichte er The Analyst, eine kritische Betrachtung der Grundlagen der Wissenschaft, die im Folgenden die Entwicklung der Mathematik wesentlich beeinflussen sollte. In seinen gut achtzehn Jahren als Bischof von Cloyne widmete er sich vor allem den Aufgaben in seiner Diözese; die Zeit langer Reisen war vorbei. Er prangerte die gesellschaftlichen Missstände an, die den Großteil der Einwohner seines Sprengels und in Irland insgesamt in elenden Lebensumständen hielten.
George Berkeley starb am 14. Januar 1753 in Oxford.
Die Stadt Berkeley in Kalifornien und die dortige
University of California, Berkeley sind nach ihm benannt.

## Werk
George Berkeley veröffentlichte 1710 – im Anschluss an den „Versuch über eine neue Theorie des Sehens“ (1709) – mit 25 Jahren seine zweite philosophische Schrift „Eine Abhandlung über die Prinzipien der menschlichen Erkenntnis“. In dieser Schrift erläuterte er die beiden Grundprinzipien seines sensualistischen Ansatzes: „Sein ist Wahrgenommenwerden.“ (esse est percipi) und „Sein ist Wahrnehmen.“ (esse est percipere) Ferner beschrieb er im Hinblick auf die noch gesellschaftsweit vorherrschende aristotelisch-scholastische Philosophie seine Schlussfolgerungen aus diesen Prinzipien und kritisierte Locke, dessen Philosophie am Trinity College den Lehrkanon dominierte. Menschliche Vorstellungen ('ideas') entstehen ausschließlich durch sinnliches Wahrnehmen (ein Grundprinzip). Das, was wahrnimmt – das andere Grundprinzip –, nannte er der zeitgemäßen philosophischen Sprechweise folgend „Subjekt“, „Verstand“, „Geist“, „Seele“ und mit einem moderneren Ausdruck „ich selber“.
Berkeley leistete damit einen in der Öffentlichkeit kaum gewürdigten Beitrag zum Diskurs der Gelehrtenrepublik seiner Zeit. Es ging damals u. a. darum grundlegend neue Konzepte zu entwickeln, die aus der Sackgasse des Leib-Seele-Dualismus hinausführten, wie ihn die alte scholastische Philosophie, aber auch noch Descartes und cartesianisch orientierte Philosophen vertraten. Vor allem neue Forschungsergebnisse in der Medizin zeigten, dass die dualistische Denkweise ungeeignet war, diese nachvollziehbar zu erläutern.
Berkeley behauptete – radikaler als Locke –, dass er weder die Substanz „Materie“ noch die Substanz „Geist“ für philosophisch begründbar hielte. „Die Existenz der äußeren Dinge besteht in ihrem Wahrgenommenwerden: esse est percipi. … Der Geist als solcher ist unerkennbar. Sein Wesen besteht … im Erfassen: esse est percipere. … er [Berkeley] ist … kein Idealist. Naturgesetze sind nur Zeichen. Kategorien wie Materie, Kausalität, Bewegung und Substanz sind entbehrlich.“ Dieser sensualistische Ansatz wurde im Zuge der britischen Aufklärung von David Hume konsequent zu Ende gedacht.
Berkeley war über seine philosophischen Grundgedanken hinaus ein gläubiger Mann. Francis Bacon hatte Jahrzehnte vor Berkeley vorgeschlagen, dem Glauben einerseits und wissenschaftlichen Annahmen andererseits ihre jeweils eigene Welt zu belassen. Sie sollten sich daran messen lassen, inwiefern sie der Wohlfahrt der Gemeinschaft nützten. Die Wissenschaft sollte – im Unterschied zur scholastischen Gewohnheit – ohne Berufung auf althergebrachte Autoritäten arbeiten. Berkeleys religiöse Überzeugung, dass – wenn auch völlig unbeweisbar und nicht wahrnehmbar – hinter allen menschlichen Vorstellungen und wissenschaftlichen Kenntnissen Gott als Garant für deren Verlässlichkeit stehe, beruhte auf Schlussfolgerungen, die er im Hinblick auf seinen Glauben für nützlich und vernünftig hielt. Für Berkeley sei Glauben eine Lebensweise, vergleichbar einer Art von Lebensklugheit anstatt Theologie gewesen, wird in der Forschung festgestellt. Mit der Entscheidung seines vom Glauben zu unterscheidenden skeptischen Denkens blieb Berkeley wie andere, die an ihrem Glauben festhielten, im Mainstream der Aufklärung. Die Mehrheit der europäischen Philosophen der Aufklärung – wie auch Locke und Malebranche – verband philosophisch begründbare Sichten mit ihren religiösen Auffassungen.

### Eine Abhandlung über die Prinzipien der menschlichen Erkenntnis
Es handelt sich dabei um den Titel der Veröffentlichung von A Treatise Concerning the Principles of Human Knowledge (1710), auf den sich dieser Abschnitt bezieht. Im Vorwort schrieb Berkeley: „Ich bitte den Leser, so lange Urteilsenthaltung zu üben, bis er das Ganze wenigstens einmal so aufmerksam und mit jedem Maß an gründlicher Überlegung gelesen hat, das der Gegenstand zu erfordern scheint.“

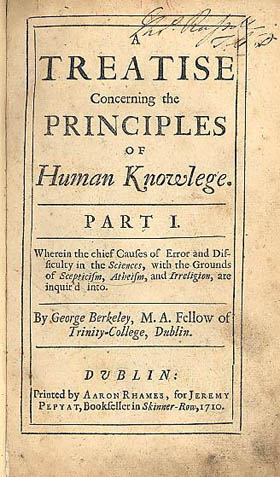
Titelblatt der Erstauflage der Abhandlung über die Prinzipien der menschlichen Erkenntnis. Dublin 1710

#### Anknüpfungen an Locke
Berkeley stellte immer wieder kritische Bezüge zu dem von ihm geschätzten Locke und dessen Veröffentlichung An Essay Concerning Humane Understanding her.
Dazu gehörte die noch vorherrschende und fragwürdig gewordene Abstraktionslehre aus scholastischen Zeiten, die im Universalienstreit eine historische Rolle spielte. Nach Locke ist Abstrahieren möglich, wenn auch anders als Scholastiker sich das vorstellen. Er erklärt Abstraktion als Ergebnis der menschlichen Entwicklung. Aus dem wiederholten Wahrnehmen einzelner Dinge werden – laut Locke – durch Absehen von deren räumlichen und zeitlichen Bedingungen ‚allgemeine Ideen‘. Scholastisch denkende Zeitgenossen gingen davon aus, dass es hinter den ‚allgemeinen Ideen‘ etwas gäbe, das sie 'Sein' nannten. Anders gesagt: ‚allgemeine Ideen‘ sind aus ihrer Sicht ‚eingeborene‘, ‚transzendente‘ ‚apriorische Wesenheiten‘, bzw. ‚platonische Ideen‘; eine Vorstellung, die sich u. a. bei Kant wiederfindet. In Abgrenzung dazu erklärt Locke deren Bedeutung nominalistisch; d. h. aus seiner Sicht handelte es sich ausschließlich um Wörter ohne ontologische, ewig gültige Eigenschaft. Berkeley schließlich verwarf die Idee der Abstraktion. Er sei – wie die meisten Menschen – nicht in der Lage von räumlichen und zeitlichen Bedingungen abzusehen, um so ‚allgemeine Ideen‘ von Dingen, Abstraktionen zu bilden. Abstrakte Ideen, so meinte er, gäbe es vermutlich nur für Gelehrte. Er ging davon aus, dass Vorstellungen aus konkreten Perzeptionen genügten, um allgemeine Ideen zu erzeugen und Abstrakta überflüssig machen.
Weiterhin vertritt Locke den in der Philosophie herrschenden erkenntnistheoretischen Dualismus von Materie und Geist, bzw. Ideen. Die Entstehung des Dualismus wird geschichtlich Platon zugeordnet. Im Unterschied zu Berkeley ist für Locke Materie unverzichtbar. Sie dient Locke als ‚Anker‘ zur Außenwelt, die als Idee im Geist abgebildet (bzw. ‚verdoppelt‘) wird:
„Daraus lässt sich ohne Probleme schließen, dass unsere Ideen der ersten Qualitäten denen der Körper gleichen und ihre Formen in den Körpern selber vorhanden sind. Die Ideen aber, die in uns durch die zweiten Qualitäten entstehen, gleichen denen der Körper überhaupt nicht. Also gibt es in den Körpern nichts, das mit unseren Ideen der zweiten Qualitäten vergleichbar wäre.“
Hier zeigt sich, dass Locke – im Unterschied zu Berkeley – von aristotelisch-scholastischen Annahmen ausgeht. Er erwähnt erste und zweite Qualitäten und verwendet die Abbildtheorie. Man kann ihn auch als Realist bezeichnen. Die ersten Qualitäten der Materie garantieren die Zuverlässigkeit der menschlichen Ideen. Die Rolle von Kausalität und Kontinuität in den Ideen ergänzt Lockes Grundgedanken, dass durch Erfahrung gewonnene Ideen in gewissem Umfang objektiv bzw. wahr sind. Bei Berkeley haben die Ideen ausschließlich individuellen Charakter. Was objektiv und wahr ist, kann philosophisch nicht aufgewiesen werden. Für Berkeley ist sein Glaube an Gott der Garant für die Zuverlässigkeit seiner Ideen.
‘

#### Berkeleys Sicht
Eines von Berkeleys Hauptanliegen ist die Widerlegung des Materiebegriffs, um dem Atheismus den Boden zu entziehen:
„So wie die Lehre von der Materie oder körperlichen Substanz, wie wir gezeigt haben, die tragende Säule des Skeptizismus bildet, so wurden auf demselben Fundament all die unfrommen Systeme des Atheismus und der Irreligiosität errichtet.“ – §92
Berkeley kann als Gegen-Aufklärer bezeichnet werden, weil für ihn die Stärkung des Gottesbegriffs von vornherein feststeht, und eine sehr persönliche petitio principii bildet. Er bekennt: „Ich bin sicher, dass es einen Gott gibt, obwohl ich ihn nicht wahrnehme.“ Es gehöre aber zur Natur des Unendlichen, dass es vom Endlichen nicht begriffen werden könne
Um sein philosophisches Vorhaben durchzuführen, führt Berkeley Lockes Abbildtheorie in 'eine Art Idealismus' über. Sein Haupteinwand gegen die Abbildtheorie lautet, dass es keinen Sinn mache, vom Ding an sich zu reden, weil es nicht wahrgenommen werde. Der andere Aspekt seines Widerspruches gegen Locke ist der Hinweis darauf, dass Ideen nur Ideen ähnlich sein können:
„… ich erwidere, dass eine Idee nur einer anderen Idee ähnlich sein kann, so wie eine Farbe oder Form nur einer anderen Farbe oder einer anderen Form.“ – §8
Zu Ideen kann man aber nur über das Wahrnehmen gelangen:
„Ihr esse besteht im Wahrgenommenwerden. Es ist daher nicht möglich, dass ihnen irgendein Dasein außerhalb des menschlichen Geistes zukommt, bzw. von etwas wahrgenommen wird, was nicht denkt.“ – §3
Daraus folgt, dass Berkeley den Dualismus von Locke, bestehend aus Dingen, wie wir sie wahrnehmen und sie wirklich sind, überwunden hat. Infolgedessen fällt auch die Unterscheidung zwischen primären und sekundären Qualitäten und damit auch des Materiebegriffs weg (vgl. §§ 8–11), was Berkeley unter althergebrachten philosophischen Kategorien zu einem Immaterialisten macht. Anders gesagt: Menschen haben keinen anderen Zugang zur Welt als über menschliche Vorstellungen bzw. Ideen.
Außer auf menschliche Ideen lassen sich menschliche Kenntnisse auf uns selber bzw. unseren Verstand, Geist … zurückführen. Es gibt daher zwei Standbeine ('heads'), auf denen menschliche Kenntnisse beruhen: Auf etwas, das wahrnimmt (esse est percipere) nämlich wir selber, und auf etwas, das wahrgenommen wird, nämlich auf unseren Vorstellungen, auch Ideen genannt:
„Aus den von mir aufgestellten zwei Axiomen ergibt sich direkt, dass Erkenntnisse einerseits auf menschlichen Vorstellungen und andererseits auf geistige Aktivitäten zurückzuführen sind.“ – §86
Unter einem menschlichen Geist (spirit) versteht Berkeley etwas Aktives, Unausgedehntes, Unteilbares, Substanzielles, das wir nur intuitiv erfassen (vgl. §3.). Wir können keine Vorstellung des Geistes bilden, weil er nicht wahrgenommen wird. Diese intuitive Ahnung von uns selber ist die einzige Substanz in seiner Philosophie (vgl. §§ 2,7 u. 27.). Man kann keine Idee vom eigenen Geist haben (da er nicht wahrnehmbar ist), sondern nur einen intuitiven Begriff (notion). Den Ideen wahrnehmenden Geist nennt Berkeley Verstand (understanding), den Ideen produzierenden Geist dagegen Wille (will). Dies bezieht er auch auf sein Gottesbild (vgl. §27).
Ideen sind passiv, ohne eigene Aktivität, die nichts bewirken können und die nur im Geist existieren können. Lediglich der Geist, bzw. jeder Mensch selber kann Ideen hervorbringen und vernichten (vgl. §§25–28).
„Ich bemerke, dass ich in mir Ideen nach Belieben hervorrufen und die Szene, wann immer es mir angebracht erscheint, sich verändern und wechseln lassen kann. Ich brauche nur zu wollen, und schon taucht diese oder jene Idee in meiner Phantasie auf. Sie wird von mir selber getilgt und eine andere tritt an ihre Stelle.“ (§28)
Die Existenz nicht wahrgenommener Dinge zu beweisen, ist nicht möglich. Denn etwas das ist, muss wahrgenommen werden. Berkeley führt dazu aus:
Es „… wird eingewandt werden … dass Dinge in jedem Augenblick vernichtet und neu geschaffen werden. … Auf … das antworte ich, indem ich den Leser an die Ausführungen in den §§ 3,4 etc. erinnere und ihn zu erwägen bitte, ob das was er unter dem momentanen Dasein einer Vorstellung versteht, etwas von ihrem Wahrgenommenwerden Verschiedenes sei.“ §45
Wenn er aber trotzdem behaupte, dass die Dinge existieren, auch wenn er sie nicht wahrnehme, so meine er Folgendes damit:
„Befände ich mich außerhalb meiner Studierstube, so hätte meine Behauptung, dass mein Schreibtisch existiert, den Sinn, dass ich, wenn ich in meiner Studierstube wäre, ihn wahrnehmen könnte oder dass irgendein anderer ihn gegenwärtig wahrnimmt.“ – §3
Niemand kann bestimmen, ob und was er wahrnehmen will. Es ist eine Schlussfolgerung – keine Wahrnehmung – dass alle Ideen von endlichen Geistern vom unendlichen Geist (Gott) stammen:
„Wenn ich am hellichten Tag die Augen öffne, so liegt es nicht in meiner Macht zu entscheiden, ob ich sehen werde oder nicht, oder auch welche einzelnen Gegenstände sich meinem Blick darbieten werden. Und genauso ist es beim Hören und anderen Sinneserregungen. Die ihnen gemäßen Vorstellungen sind nicht Geschöpfe meines Willens. Daraus kann man folgern, dass es einen anderen Willen oder Geist gibt, der sie hervorbringt.“ – §29
Dieser Umstand sei aber kein empirischer Beweis dafür, dass das Vorgestellte außerhalb von uns vorhanden ist. Auch wenn Menschen sich Sinnesreizen nicht entziehen können, haben sie nichts weiter als ihre Vorstellungen. Man könne lediglich auf Grund deren Eigenschaften folgern, dass sie nicht menschliche Produkte seien, sondern von einem anderen Geist erzeugt werden.
„Die den Sinnen vom Urheber der Natur eingeprägten Vorstellungen werden üblicherweise wirkliche Dinge genannt: diejenigen, die wir selber imaginieren, – sie sind weniger gleichmäßig, lebhaft und beständig – werden üblicherweise als Vorstellungen oder Bilder von Dingen bezeichnet, die sie nachahmen oder die sie widerspiegeln. Wie lebhaft und bestimmt unsere Sinneswahrnehmungen auch sein mögen, sie sind Vorstellungen … es beweist noch keineswegs, dass sie außerhalb von uns existieren …“ – §33

### Weitere Schriften
Bemerkenswert sind auch seine Beiträge zu Mathematik und Ökonomie. In seiner Abhandlung The analyst: or a discourse addressed to an infidel mathematician versucht er darzulegen, dass die von Newton und Leibniz entwickelte Differential- bzw. Integralrechnung zwar korrekte Resultate liefert, jedoch auf logisch zweifelhaften Grundlagen beruhe.
In seiner Schrift Querist (1737) behandelte er wirtschafts- und sozialpolitische Themen. Unter anderem machte er Vorschläge für eine Reform des Geldwesens. Die Schrift ist zudem stilistisch bemerkenswert, da sie ausschließlich aus fragenden Erwägungen besteht, die mit „Ob …“ oder „Ob nicht …“ eingeleitet werden.

### Interpretationen
Berkeley verweist immer wieder auf die von ihm gefolgerte, d. h. vermutete und von ihm persönlich geglaubte Existenz Gottes. Manche bezeichnen ihn daher als objektiven Idealisten. Überwiegend wird er hingegen als Hauptvertreter des subjektiven Idealismus betrachtet. Durch den Gottesbegriff vermeidet Berkeley einen völligen Solipsismus und erhält somit die Objektivität der Welt, oder wie Hegel es formulierte: „Die Inkonsequenz in diesem System hat wieder Gott zu übernehmen.“
Bezogen auf das Universalienproblem wird Berkeley extremer Nominalismus bescheinigt.

## Wirkungen
- Hume beginnt das siebte Kapitel seines Treatise of Human Nature mit einer Würdigung von Berkeleys Beitrag zur Klärung der Frage, wie Abstrahieren möglich sei:

„Ob abstrakte Vorstellungen dem Denken entweder als allgemeine bzw. bestimmte einzelne Vorstellungen zur Verfügung stehen, ist eine sehr wichtige Frage geworden. Ein großer Philosoph (Berkeley) hat dazu eine von mir weitgehend akzeptierte Auffassung vertreten.  Er behauptete, dass alle allgemeinen Vorstellungen, also Abstraktionen nichts weiter als ganz bestimmte seien. Sie werden mit einem bestimmten Wort verknüpft, das eine Bedeutung habe, die mehr Vorstellungen umfasse, als die jeweils einzelne. Treffe man auf ähnliche Vorstellungen, so erinnere man sich an das Wort. Ich halte dies für eine der größten und bedeutendsten, philosophischen Entdeckung der letzten Jahre und werde mich hier an Hand einiger Aspekte bemühen, sie möglichst zweifels- und widerspruchsfrei zu bestätigen.“
- Schon der Titel des Hauptwerks von Arthur Schopenhauer, Die Welt als Wille und Vorstellung, zeugt von der Beeinflussung durch Berkeley. Beide gingen davon aus, dass die Welt jedes Menschen aus individuellen Vorstellungen bestehe.[29] Schopenhauer hat Berkeley explizit genannt und für seine Philosophie gerühmt.
- Wittgensteins Philosophie hat in vielerlei Hinsicht Ähnlichkeiten mit der von Berkeley – wie etwa Saul Kripke zeigt,[30] obwohl er Berkeley nicht explizit erwähnt. Wittgenstein halte wie schon Francis Bacon und Berkeley fest, dass Menschen nur abstrahieren können, wenn sie ganz konkrete, sensualistische Vorstellungen haben.[31]
- Berkeley hat keine philosophische Schule begründet, doch finden sich Elemente im Empiriokritizismus[32] und später im Konstruktivismus[33] wieder.
- Mit der berkeleyschen Philosophie beschäftigt sich seit 1975 die International Berkeley Society.

## Werke
- Philosophisches Tagebuch. Hrsg. von Wolfgang Breidert. Philosophische Bibliothek, Band 318. Meiner, Hamburg 1979, ISBN 978-3-7873-0476-9
- A treatise concerning the principles of human knowledge.
  - Eine Abhandlung über die Prinzipien der menschlichen Erkenntnis. Nach der Übersetzung von Friedrich Ueberweg mit Einleitung, Anmerkung und Registern neu hrsg. von Alfred Klemmt. Meiner, Hamburg 1957 und 1979 (= Philosophische Bibliothek. Band 20). Neuausgabe, hrsg. von Arend Kulenkampff, ebenda 2004 (= Philosophische Bibliothek. Band 532), ISBN 978-3-7873-1638-0.
- Alciphron oder der kleine Philosoph. Übers. von Luise und Friedrich Raab. 2. Aufl. Philosophische Bibliothek, Band 502. Meiner, Hamburg 1996, ISBN 978-3-7873-1307-5
- Drei Dialoge zwischen Hylas und Philonous. Hrsg. von Arend Kulenkampff. Philosophische Bibliothek, Band 556. Meiner, Hamburg 2005, ISBN 978-3-7873-1669-4
- Eine Abhandlung über die Prinzipien der menschlichen Erkenntnis. Stuttgart: Reclam, 2005. ISBN 3-15-018343-X
- The Works of George Berkeley. Hrsg. v. Alexander Campbell Fraser. 4 Bde. Oxford: Clarendon Press 1871. Zweite Auflage 1901
  1. Vol. 1
  2. Vol. 2
  3. Vol. 3
  4. Vol. 4
- The Works of George Berkeley. Hrsg. v. A. A. Luce & T. E. Jessop. London: Thomas Nelson and Sons, 1948